# Noce Cabirii
Noce Cabirii (wł. Le notti di Cabiria) – włoski komediodramat z 1957 roku w reżyserii Federico Felliniego, uhonorowany Oscarem dla najlepszego filmu nieanglojęzycznego. Zdjęcia kręcono w Rzymie.
Opowiada on historię prostytutki o imieniu Cabiria. W rolę tę wcieliła się Giulietta Masina, żona Felliniego. Na scenariuszu Felliniego został oparty amerykański musical Słodka Charity (1969) Boba Fosse z Shirley MacLaine w roli głównej.

## Obsada
- Giulietta Masina – Cabiria
- François Périer – Oscar D'Onofrio
- Amedeo Nazzari – Alberto Lazzari
- Franca Marzi – Wanda
- Dorian Gray – Jessy
- Pina Gualandri – Matilda
- María Luisa Rolando – Marisa
- Loretta Capitoli – Rosy